# بابينا (فلم)
بابينا (بالإنجليزية: Babina) هو فيلم غاني صدر عام 2000 من كتابة ليلى دجانسي وأشانجبور أكويتي كاني. يحكي الفيلم قصة صراعٍ بين ساحرة تدعى بابينا أُرسلت إلى العالم لتدمير حياة الإنسان لكنّ «رجال الله» يعارضونها ويُحاولون منعها. يُعتبر الفيلم فيلم رعب أفريقي وهو من بطولة كالسوم سيناري التي جسّدت دور الساحرة بابينا.
تقول مخرجة الفيلم عن فيلمها:

## طاقم التمثيل
هذه قائمةٌ بأبرز الممثلين والممثلات الذين شاركوا في تصوير الفيلم:
- كالسوم سيناري
- عمانوئيل ارماه
- بيركي بيركنز
- هيلين أومابو
- نيي ساكا براون
- نانا باه بواكي
- برينس ياوسون